# Vickerärtvecklare
Vickerärtvecklare (Cydia orobana) är en fjärilsart som först beskrevs av Treitschke 1830.  Vickerärtvecklare ingår i släktet Cydia, och familjen vecklare. Arten är reproducerande i Sverige.